# ChessCafe.com
O ChessCafe.com é um website sobre enxadrismo que publica semanalmente estudos de finais, críticas de livros e outros artigos relacionados ao xadrez. Foi fundado em 1996 por Hanon Russell e também é conhecido como um repositório de artigos sobre xadrez e sua história.
O site contém aproximadamente vinte colunas, que são publicadas em grupos de cinco às quartas. Os autores incluem algum famosos enxadristas e autores como por exemplo Yasser Seirawan, Dan Heisman, Mark Dvoretsky, Susan Polgar, e Tim Harding. 
ChessCafe.com é associado a Federação Americana de Xadrez e tem sido um dos patrocinadores do torneio Grand Prix desde 1999, sendo o terceiro patrocinador em trinta anos de história do evento. O site mantém também arquivos em formato PDF de todos os seus artigos desde 2000, e arquivos de textos de edições anteriores. 